# Asthenisch
Der Begriff asthenisch hat seinen Ursprung im Griechischen: ἀσθενής asthenés bedeutet schwach, kraftlos, matt. Der Begriff wird in der Fachsprache in verschiedenen Zusammenhängen verwendet, so beispielsweise für
- den asthenischen Konstitutionstyp
- die asthenische Persönlichkeitsstörung
- Asthenie